# Günter Neumeister

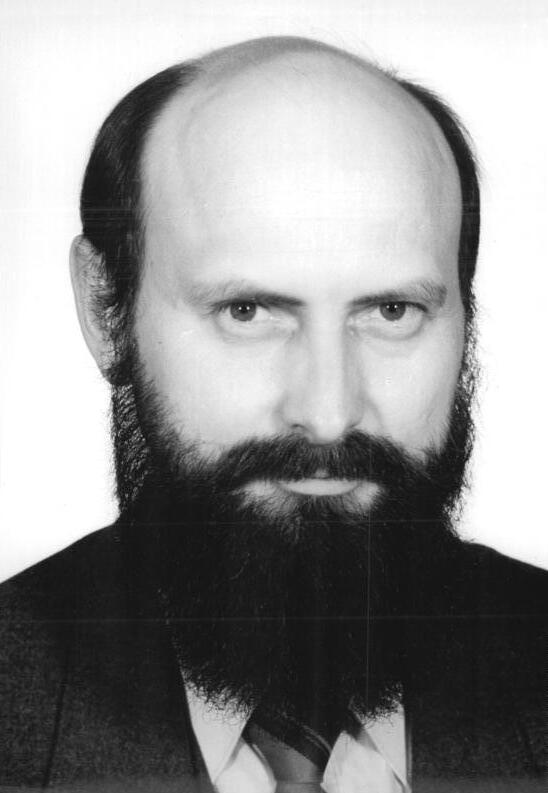
Günter Neumeister (1990)

Günter Neumeister (* 8. Oktober 1951 in Helmsgrün) ist ein deutscher Agraringenieur und Politiker (SPD).

## Leben und Beruf
Nach dem Besuch der Erweiterten Oberschule und dem Abitur mit angeschlossener Berufsausbildung war Neumeister als Facharbeiter und Rinderzüchter tätig. Danach nahm er ein Studium der Tierproduktion an der Universität Rostock auf, das er mit der Prüfung als Diplom-Agraringenieur beendete. Anschließend arbeitete er als Tierproduktionsleiter und Futterökonom in einer LPG. 1979 nahm er eine Tätigkeit als wissenschaftlicher Mitarbeiter am Institut für Futterproduktion in Paulinenaue auf. 1983 wurde er zum Dr. agr. promoviert.
Günter Neumeister ist verheiratet und hat zwei Kinder.

## Politik
Neumeister, der zunächst parteilos war, trat während der politischen Wende in der DDR in die SDP ein. Seit Januar 1990 war er Mitglied des Landesparteirates Brandenburg und des Bundesparteirates der Sozialdemokraten. Nach der ersten freien Volkskammerwahl im März 1990 war er bis Oktober 1990 Mitglied der DDR-Volkskammer, worauf er nach der Wiedervereinigung in den Brandenburger Landtag gewählt wurde, dem er bis 1994 angehörte. Hier war er Mitglied des Ausschusses für Ernährung, Landwirtschaft und Forsten sowie des Ausschusses für Stadtentwicklung, Wohnen und Verkehr. Im Parlament vertrat er den Wahlkreis Nauen I. Seit 2008 ist er Kreistagsmitglied des Landkreises Havelland.